# Nightmare at 43 Hillcrest
Pour plus de détails, voir Fiche technique et Distribution.
Nightmare at 43 Hillcrest  est un téléfilm américain de Dan Curtis et Lela Swift et diffusé le 20 août 1974 sur ABC. Contrairement aux autres productions filmées en 35 mm de l'époque, celui-ci a été tourné en vidéo pour des raisons budgétaires.

## Synopsis
A la poursuite de dealers, un groupe de policiers font une descente dans un pavillon de banlieue à deux heures du matin où vit une famille sans problèmes. Plutôt que d'admettre qu'ils ont fait une erreur pouvant mettre en danger leur position et leur carrière professionnelle, ils cachent de la drogue dans les affaires des habitants. Les policiers changent leur rapport afin de faire passer la famille comme la principale suspecte du trafic depuis le début de l'affaire.

## Fiche technique
- Titre original : Nightmare at 43 Hillcrest
- Réalisation : Dan Curtis et Lela Swift
- Scénario : William Katz
- Montage : Gary Anderson
- Distribution : Hoyt Bowers
- Décors : Charles Pierce
- Musique : Bob Cobert
- Effets spéciaux de maquillage : Michael Westmore (en)
- Producteurs : Dan Curtis et Robert Singer
- Producteur associé : Tim Steele
- Compagnies de Production : Dan Curtis Productions
- Compagnie de distribution : ABC
- Genre : Drame
- Pays :  États-Unis
- Durée : 71 minutes[1]
- Date de diffusion :
  -  États-Unis : 20 août 1974[2]

## Distribution
- Jim Hutton : Greg Leyden
- Emmaline Henry : Esther Leyden
- Linda Curtis : Nancy Leyden
- Walter Brooke : Michael Doran
- David Dreyer : Joe Davis
- Don Dubbins : Sanford Bates
- Mariette Hartley : Sharon Reischauer
- John Karlen : Frank Linwood
- Peter Mark Richman : Jason Bernard
- Phillip Pine : Clarence Hartog
- Richard Stahl : Richard Estabrook